# Bellino Ghirard
Bellino Giusto Ghirard (* 25. Mai 1935 in Seyches, Département Lot-et-Garonne, Frankreich; † 26. Juli 2013 in Agen, Frankreich) war Bischof von Rodez.

## Leben
Bellino Ghirard trat nach dem Besuch des Kleinen Seminars in Bon-Encontre (1947–1954) in das Priesterseminar in Agen ein. 1955 wechselte er an das Priesterseminar in Bordeaux (1955–1956), Séminaire universitaire Pie XI et Institut catholique in Toulouse (1960–1963) und Straßburg (1964) mit Abschlüssen in Scholastik, Philosophie, Theologie und Italienisch. Er empfing am 30. Juni 1962 die Priesterweihe und lehrte am Kleinen Seminar von Bon-Encontre (1963–1971). Danach war er Vikar in der Pfarrei Notre-Dame de Bon-Encontre (1971–1978) und Diözesan-Kaplan der Katholischen Aktion (ACGF und VEA) (1975–1978). 1978 übernahm er die Pfarrei in Marmande sowie die Landgemeinden Birac und Sainte-Abondance (1978–1984). Von 1984 bis 1990 war er Generalvikar.
Papst Johannes Paul II. ernannte ihn am 25. April 1990 zum Koadjutorbischof von Rodez. Die Bischofsweihe spendete ihm der Bischof von Rodez, Roger Joseph Bourrat, am 17. Juni 1990; Mitkonsekratoren waren Sabin-Marie Saint-Gaudens, Bischof von Agen, und Pierre Eyt, Erzbischof von Bordeaux. Mit dem Rücktritt Roger Joseph Bourrats am 1. Juni 1991 folgte er diesem im Amt des Bischofs von Rodez nach. Am 2. April 2011 nahm Papst Benedikt XVI. sein aus Altersgründen vorgebrachtes Rücktrittsgesuch an.